# Krzyżanowskizaur
Krzyżanowskizaur (Krzyzanowskisaurus hunti) – znany z niewielkiej liczby skamieniałości archozaur o niepewnej pozycji systematycznej. Żył w późnym triasie (ok. 218-211 mln lat temu) na terenach Ameryki Północnej. Jego szczątki znaleziono w USA (w stanach Arizona i Nowy Meksyk).
Zwierzę to znane jest tylko z kilku zębów. Autor opisu, Andrew B. Heckert, uznał, że należą one do nowego gatunku z rodzaju Revueltosaurus i na ich podstawie w 2002 r. opisał go pod nazwą Revueltosaurus hunti. Gatunek, na którym oparto opis rodzaju - R. callenderi - również był wówczas znany z nielicznych skamieniałości; na ich podstawie uznano go za małego, roślinożernego dinozaura z rzędu dinozaurów ptasiomiednicznych (Ornithischia), o długości ciała ok. 1 m, wysokości ok. 30 cm i masie ok. 3 kg. Jednak późniejsze odkrycia większej liczby skamieniałości R. callenderi dostarczyły dowodów na to, że w istocie nie jest to w ogóle dinozaur, lecz przedstawiciel innej linii rozwojowej archozaurów - Crurotarsi, obejmującej krokodyle i archozaury bliżej spokrewnione z nimi niż z ptakami (Parker i in., 2005).
Heckert raz jeszcze zbadał zęby R. hunti i stwierdził, że wykazują one cechy typowe dla dinozaurów ptasiomiednicznych, wskazując, że ten gatunek jednak należał właśnie do tej grupy archozaurów, a nie do Crurotarsi, jak R. callenderi. W związku z tym R. hunti nie mógł już jednak dłużej być zaliczany do tego samego rodzaju, co R. callenderi; w 2005 r. Heckert nadał mu więc nową nazwę rodzajową – Krzyzanowskisaurus. Niektórzy naukowcy (Irmis i in., 2007; Nesbitt i in., 2007) nie zgodzili się jednak z jego interpretacją, twierdząc, że zęby krzyżanowskizaura mają wiele wspólnych cech budowy z zębami R. callenderi; wskazywali też, że razem z zębami krzyżanowskizaura znaleziono kości czaszki oraz płytki kostne identyczne z odpowiadającymi im kośćmi R. callenderi (pierwotnie płytki te zostały uznane za należące do młodych aetozaurów z rodzaju Stagonolepis, patrz: Heckert & Lucas, 2002). Zdaniem tych naukowców uzasadnia to zaliczenie krzyżanowskizaura do rodzaju Revueltosaurus i tym samym prawdopodobnie do Crurotarsi, a w każdym razie podważa jego przynależność do dinozaurów ptasiomiednicznych. Pozycja systematyczna tego słabo znanego archozaura pozostaje przedmiotem sporów.